# Condado de Yell
O Condado de Yell é um dos 75 condados do estado americano do Arkansas. Possui duas sedes de condado, Danville (distrito ocidental) e Dardanelle (distrito oriental).
O condado possui uma área de 1538 km² (dos quais 18 km² estão cobertos por água), uma população de 8741 habitantes, e uma densidade populacional de 9 hab/km² (segundo o censo nacional de 2000).
O condado foi fundado em 5 de dezembro de 1840.